# Sommet de l'OTAN de 2010
Pour un article plus général, voir Sommet de l'OTAN.
Le sommet de l'OTAN Lisbonne 2010 est le 22e sommet de l'OTAN, conférence diplomatique réunissant au Parque das Nações dans la ville de Lisbonne, au Portugal, les 19 et 20 novembre 2010, les chefs d'État et de gouvernement des pays membres de l'Organisation du traité de l'Atlantique nord. Ce sommet est le premier présidé par Anders Fogh Rasmussen, secrétaire général de l'OTAN depuis août 2009. Il se distingue également des précédents sommets par la présence du président russe Dmitri Medvedev dans le cadre du 3e conseil OTAN-Russie (COR).
Le sommet de Lisbonne est l'occasion pour les États membres de concevoir un nouveau « concept stratégique » – le dernier en date ayant été adopté lors du sommet de Washington en 1999 – destiné à lutter contre les menaces du début du XXIe siècle que constituent entre autres le terrorisme et la cybercriminalité. Les membres se sont également entendu sur un retrait progressif d'Afghanistan des forces alliées d'ici 2014 tandis que la Russie annonce accepter de coopérer au système de défense antimissile de l'OTAN.

## Dirigeants présents

### États membres

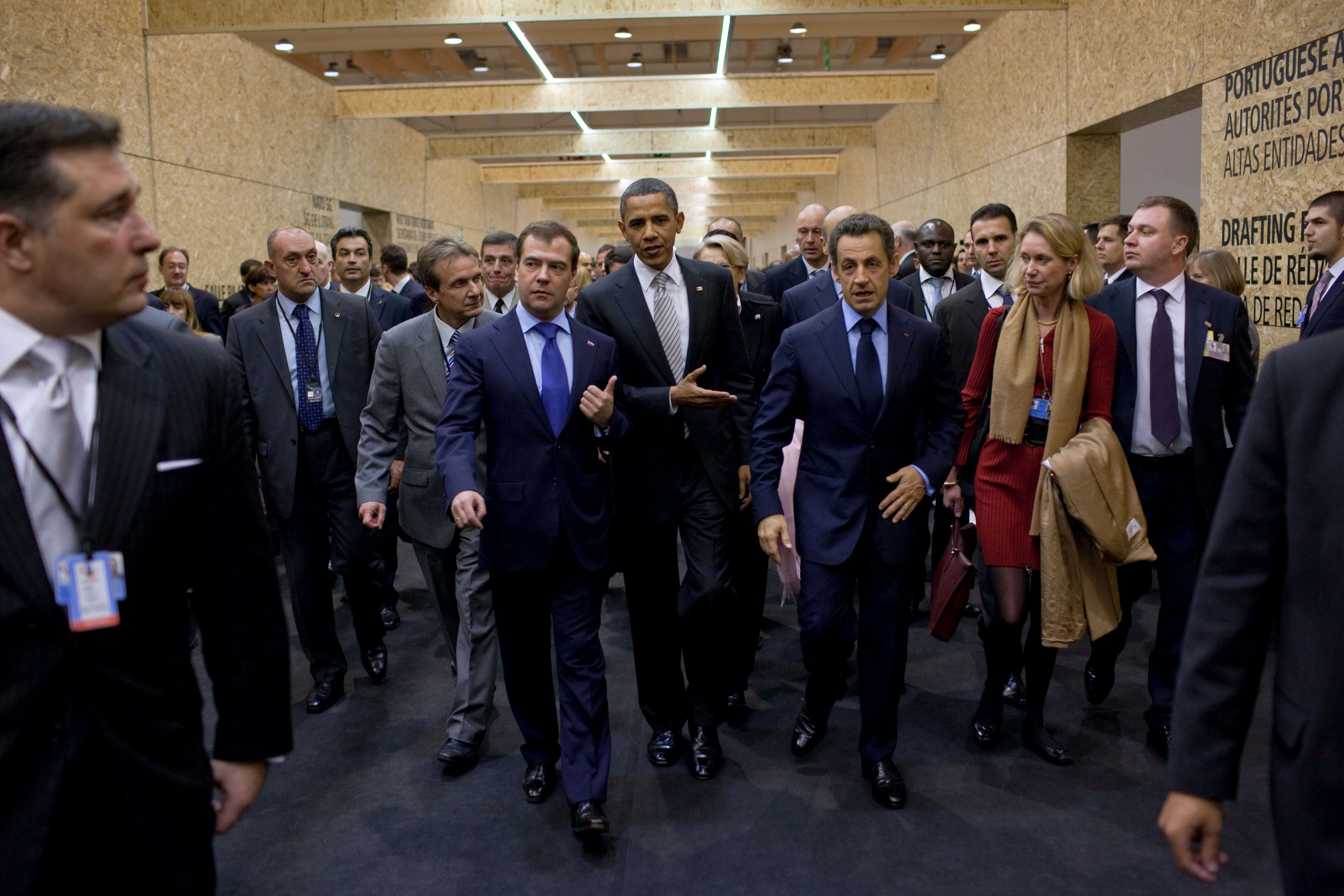
Dmitri Medvedev, Barack Obama et Nicolas Sarkozy (de gauche à droite) au sommet Lisbonne.

- Albanie - Président Bamir Topi ;
- Allemagne - Chancelière Angela Merkel ;
- Belgique - Premier ministre Yves Leterme ;
- Bulgarie - Président Gueorgui Parvanov ;
- Canada - Premier ministre Stephen Harper ;
- Croatie - Président Ivo Josipović ;
- Danemark - Premier ministre Lars Løkke Rasmussen ;
- Espagne - Président du gouvernement José Luis Rodríguez Zapatero ;
- Estonie - Premier ministre Andrus Ansip ;
- États-Unis - Président Barack Obama ;
- France - Président Nicolas Sarkozy ;
- Grèce - Premier ministre Georges Papandréou ;
- Hongrie - Premier ministre Viktor Orbán ;
- Islande - Premier ministre Jóhanna Sigurðardóttir ;
- Italie - Président du conseil des ministres Silvio Berlusconi ;
- Lettonie - Premier ministre Valdis Dombrovskis ;
- Lituanie - Présidente Dalia Grybauskaitė ;
- Luxembourg - Premier ministre Jean-Claude Juncker ;
- Norvège - Premier ministre Jens Stoltenberg ;
- Pays-Bas - Premier ministre Mark Rutte ;
- Pologne - Président Bronisław Komorowski ;
- Portugal - Premier ministre José Sócrates ;
- République tchèque - Premier ministre Petr Nečas ;
- Roumanie - Premier ministre Emil Boc ;
- Royaume-Uni - Premier ministre David Cameron ;
- Slovaquie - Président Ivan Gašparovič ;
- Slovénie - Premier ministre Borut Pahor ;
- Turquie - Président Abdullah Gül.

### Pays non-membres

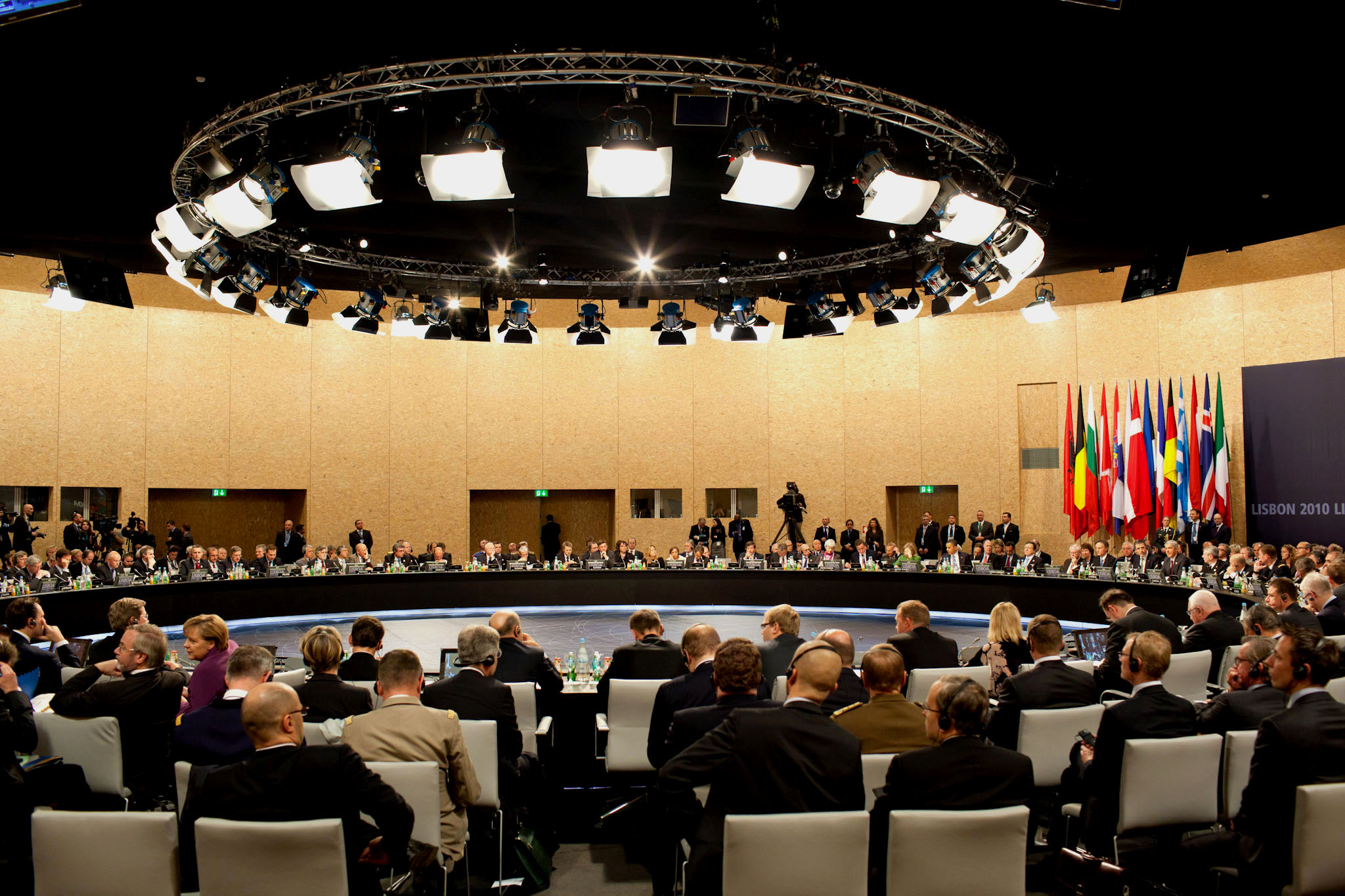
Session d'ouverture, le 19 novembre 2010, du sommet de Lisbonne.

Source : Site officiel du Sommet
- Afghanistan - Président Hamid Karzai ;
- Arménie - Président Serge Sargsian ;
- Australie - Premier ministre Julia Gillard et ministre de la défense Stephen Smith ;
- Autriche - Président Heinz Fischer ;
- Azerbaïdjan - Président Ilham Aliev ;
- Bosnie-Herzégovine - Président du Conseil des ministres Nikola Špirić ;
- Corée du Sud - ;
- Émirats arabes unis - ;
- Finlande - Présidente Tarja Halonen ;
- Géorgie - Président Mikheil Saakachvili ;
- Irlande - Présidente Mary McAleese ;
- Jordanie - Premier Ministre Samir Rifaï ;
- Macédoine - Président Gjorge Ivanov ;
- Malaisie- Premier Ministre Najib Razak ;
- Mongolie - Président Tsakhiagiyn Elbegdorj ;
- Nouvelle-Zélande - Ministre des Affaires Étrangères Murray McCully ;
- Russie - Président Dmitri Medvedev ;
- Singapour - ;
- Suède - Premier Ministre Fredrik Reinfeldt.

### Instances internationales
- Banque mondiale
- Commission européenne
- Organisation des Nations unies - Secrétaire général Ban Ki-moon.

## Programme du sommet: un nouveau «concept stratégique»
Les membres de l'OTAN se sont accordés sur un nouveau « concept stratégique » résumé dans un document de onze pages rédigé par le secrétaire général de l'OTAN Anders Fogh Rasmussen et inspiré des conclusions d'une commission de douze experts présidée par l'ancienne secrétaire d'État américaine Madeleine Albright. Ce concept, qui doit guider l'action de l'OTAN pour les dix ans à venir, aborde surtout les questions concernant les forces en Afghanistan, le bouclier antimissile en Europe, mais aussi la lutte contre le terrorisme, la piraterie et la cybercriminalité.

### Retrait des forces d'Afghanistan

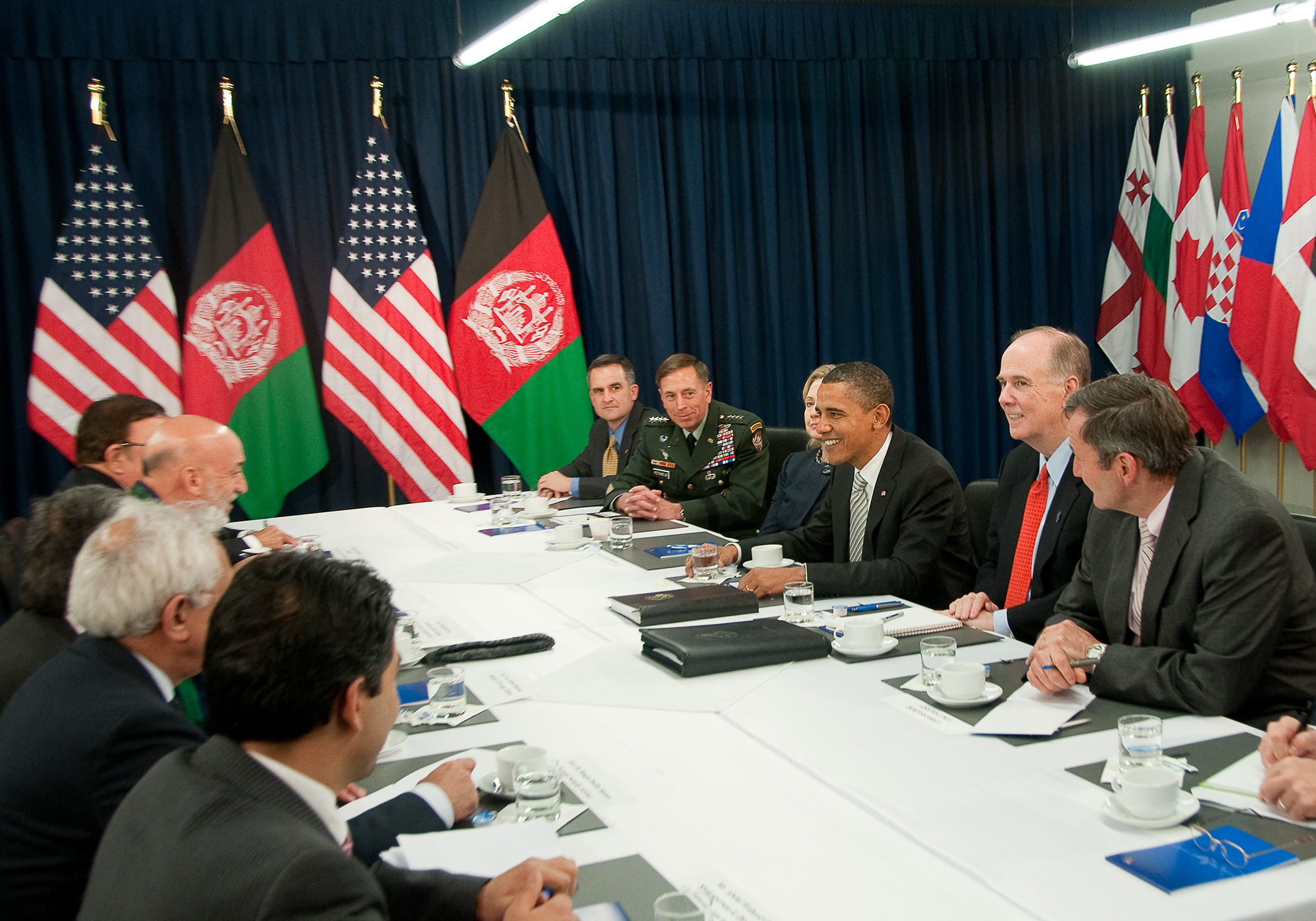
Le président des États-Unis, Barack Obama, le président d'Afghanistan, Hamid Karzai, et le commandant de l'ISAF, le général David Petraeus.

Le 20 novembre 2010, les vingt-huit membres de l'OTAN et leurs alliés présent au sommet de Lisbonne ont officiellement annoncé le retrait progressif des forces armées présentes en Afghanistan et le lancement du processus de transfert des responsabilités en matière de sécurité à la police et à l'armée afghanes qui devraient avoisiner les 300 000 hommes d'ici fin 2011,.
Ce processus, qui s'accompagne d'un « partenariat de long terme » signé avec le président Hamid Karzai, devrait être entamé en 2011 et se terminer d'ici 2014,. Le premier ministre britannique David Cameron s'est pour sa part engagé à retirer l'ensemble de ses forces armées d'ici à 2015, ce qui représente 10 000 soldats, soit le second contingent le plus important en Afghanistan.
Si lors du sommet, le président américain Barack Obama juge que l'OTAN s'approche de « son objectif de briser l'élan des talibans », ces derniers ont déclaré dans un communiqué que l'Alliance était « vouée à la défaite ».

### Bouclier antimissiles

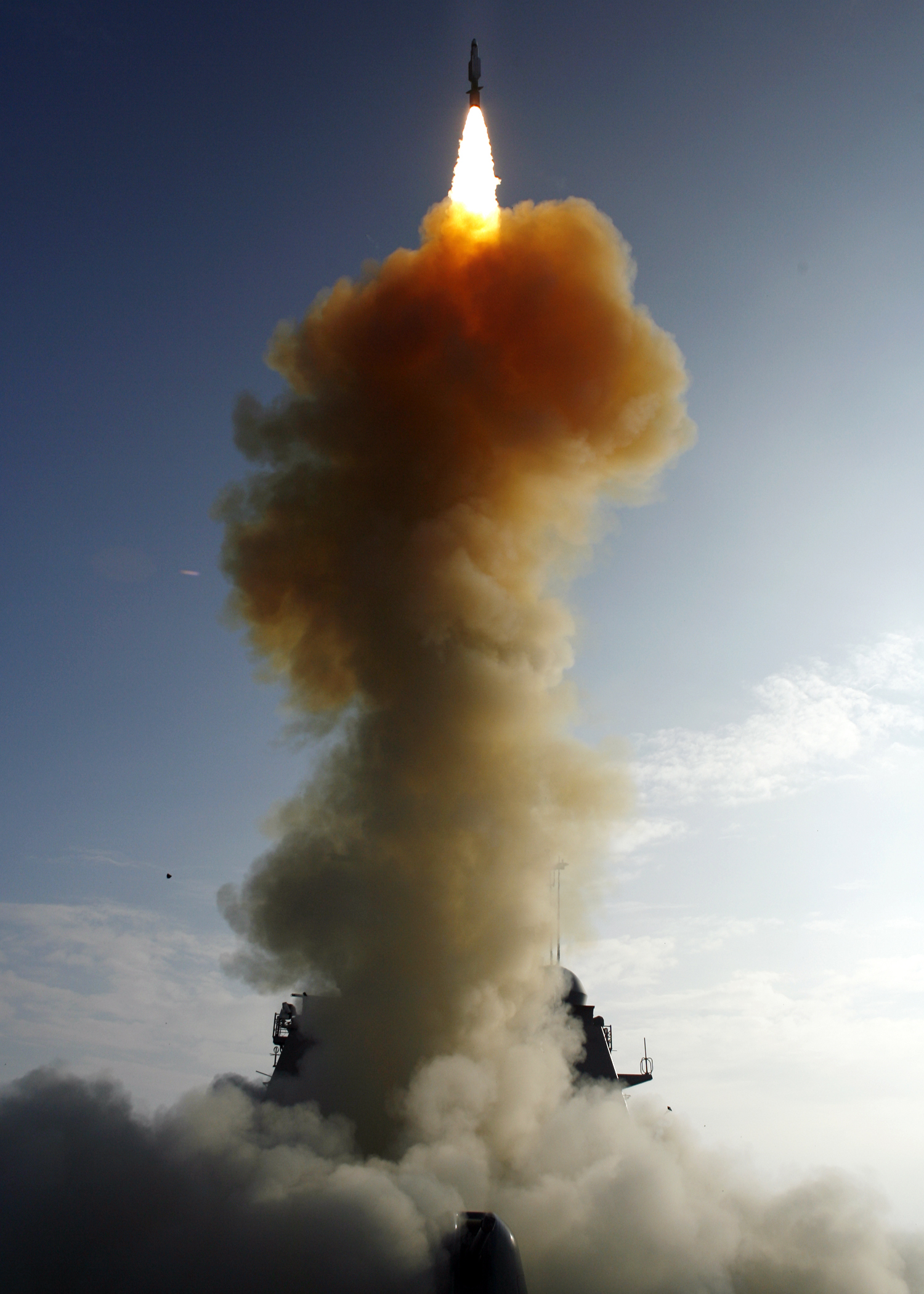
Lancement du missile Standard Missile 3 qui a détruit le satellite USA 193.

Les membres de l'OTAN ont décidé de développer une capacité de défense antimissile pour protéger les pays européens de l'Alliance en cas d'attaque de missile balistique. La Russie, qui s'est longtemps opposée à ce « bouclier antimissiles », a par ailleurs annoncé lors du sommet qu'elle acceptait de coopérer au projet mais qu'elle doit néanmoins « encore se faire une idée définitive de ce que sera le système antimissile européen ».
Il s'agit d'élargir l'actuel programme OTAN de défense multicouche active contre les missiles balistiques de théâtre (ALTBMD) lancé en 2005 qui devrait être complètement opérationnel vers 2018 et de passer d’une politique de défense de théâtre à une défense de territoire avec la mise en place d’un outil de commandement et de contrôle (C2) pour cette nouvelle défense. Celui-ci aura la possibilité d'adjoindre les systèmes de missile sol-air nationaux européens basés à terre ou à bord de navires de guerre (Aster-30, MEADS, Patriot) et les moyens de la Missile Defense américaine dont les SM-3 équipant les navires de l'US Navy et qui seront déployés à terre en Roumanie en 2015 et, éventuellement, en Pologne en 2018 selon le représentant américain à l'OTAN.
Selon le délégué général à l'armement français Laurent Collet-Billon, la dépense induite par la mise en place du C2 sera de l'ordre de 800 millions d'euros au total. La France y participant à proportion de sa contribution au programme d'investissement de l'OTAN pour la sécurité, soit environ 130 millions d'euros.

### Restructuration de l'OTAN
Depuis la fin des années 2000, l'OTAN procède à une refonte de ses structures avec une forte baisse de ses effectifs, ces derniers passant de 17 000 avant 2009 à moins de 13 000 en 2010. Le sommet de Lisbonne confirme cette tendance avec une baisse annoncée d'au moins 35 % des effectifs militaires affectés à l'organisation ; le nombre de quartiers-généraux passera de onze à sept, les quatorze agences existantes seront regroupées en trois agences et les quelque 400 comités autour desquels s'organise l'OTAN pourraient être ramenées à 85. Les négociations sur ce sujet devront être terminées en juin 2011.